# Alba Donati
Alba Donati, pseudònim d'Alba Franceschini (Lucca, 2 de juliol de 1960) és una poetessa i crítica literària italiana.
La seua primera aparició com a poeta («Io sto dalla parte del cuore») va ser el 1993 en la revista Poesia, en la columna de Milo De Angelis «I poeti di trent'anni». Va treballar per a Rai 3 i Rai Radio 3 dirigint el programa «Diritto di replica» i ha col·laborat molt de temps amb articles i ressenyes sobre poesia en diversos diaris com ara Il Giorno de Milà, La Nazione de Florència, Il Resto del Carlino de Bolonya, etc. Va ser durant cinc anys (2016-2020) presidenta del Gabinetetto scientifico-letterario Vieusseux de Florència. El 2020 deixà Florència per dedicar-se a un nou projecte: obrí una casa rural/llibreria amb jardí a Lucignana, un poblet habitat per 170 persones. El lloc es va convertir de seguida en un destí de pelegrinatge literari, amb la celebració anual d'un festival poètic internacional, Little Lucy. El 2023 va publicar el relat d'aquesta aventura: La libreria sulla collina, que de seguida es convertí en una sensació editorial, traduït a deu idiomes.
El 2001 va tenir cura de l'edició de Poeti e scrittori contro la pena di morte (Florència: Le Lettere), i de l'edició de la poesia completa de Maurizio Cucchi: Poesie 1965-2000 (Milà: Mondadori), i el 2002, junt amb Paolo Fabrizio Iacuzzi, del Dizionario della libertà amb textos de Tzvetan Todorov, Fernando Savater, Orhan Pamuk, Zygmunt Bauman, Tahar Ben Jelloun i altres (Florència: Passigli Editori). El 2004 va participar com a poeta invitada, junt amb Paolo Ruffilli, en el IV Seminari de Traducció Poètica de Farrera de Pallars, en què es van traduir al català alguns dels seus poemes. El seu «Canto per la distruzione di Beslan» va ser musicat per l'Orchestra Regionale della Toscana i interpretat al Teatre Verdi de Florència el 2009.

## Obres
Poesia
- La ballata della repubblica contadina, Lietocollelibri, 1996.
- La Repubblica Contadina, San Francisco: City Lights, 1997.
- Non in mio nome, Milà: Marietti, 2004.
- Idillio con Cagnolino, Roma: Fazi Editore, 2013.
- Tu, paesaggio dell'infanzia. Tutte le poesie (1997-2018), Roma: La Nave di Teseo, 2018.

Relat
- La libreria sulla collina. Torí: Einaudi, 2022.

Traducció
- Michel Houellebecq. Configurazioni dell'ultima riva (en col·laboració amb Fausta Garavini), Milà: Bompiani, 2005.

## Premis
- Premi Mondello «Opera Prima» 1998.
- Premi Sibilla Alerano 1999.
- Premi Diego Valeri, Premi Carducci, Premi Pasolini, Premi Cassola 2004.
- Premi Lerici-Pea, Premi Dessì, Premi Ceppo, 2013
- Premi Internacional «Gradiva», de la Universitat Estatal de Nova York a Stony Brook, 2018.[5]